# Palo Verde, Chapulhuacán
Palo Verde är en ort i Mexiko.   Den ligger i kommunen Chapulhuacán och delstaten Hidalgo, i den sydöstra delen av landet, 180 km norr om huvudstaden Mexico City. Palo Verde ligger 322 meter över havet och antalet invånare är 306.
Terrängen runt Palo Verde är bergig söderut, men norrut är den kuperad. Palo Verde ligger nere i en dal. Runt Palo Verde är det ganska tätbefolkat, med 60 invånare per kvadratkilometer. Närmaste större samhälle är Chapulhuacán, 9,5 km nordost om Palo Verde. I omgivningarna runt Palo Verde växer huvudsakligen savannskog.